# Bystrzyca (gromada w powiecie lwóweckim)
Bystrzyca (od 1 VII 1968 Wleń)  – dawna gromada, czyli najmniejsza jednostka podziału terytorialnego Polskiej Rzeczypospolitej Ludowej w latach 1954–1972.
Gromady, z gromadzkimi radami narodowymi (GRN) jako organami władzy najniższego stopnia na wsi, funkcjonowały od reformy reorganizującej administrację wiejską przeprowadzonej jesienią 1954 do momentu ich zniesienia z dniem 1 stycznia 1973, tym samym wypierając organizację gminną w latach 1954–1972.
Gromadę Bystrzyca z siedzibą GRN w Bystrzycy utworzono – jako jedną z 8759 gromad na obszarze Polski – w powiecie lwóweckim w woj. wrocławskim, na mocy uchwały nr 21/54 WRN we Wrocławiu z dnia 2 października 1954. W skład jednostki weszły obszary dotychczasowych gromad Bystrzyca, Radomiłowice, Bełczyna i Tarczyn ze zniesionej gminy Bystrzyca w tymże powiecie. Dla gromady ustalono 9 członków gromadzkiej rady narodowej.
1 stycznia 1960 z gromady Bystrzyca wyłączono wieś Radomiłowice, włączając ją do gromady Sobota w tymże powiecie; do gromady Bystrzyca włączono natomiast obszary zniesionych gromad Czernica i Łupki (bez wsi Marczów) tamże. Tego samego dnia przeniesiono też siedzibę GRN gromady Bystrzyca z Bystrzycy do Wlenia, zachowując jednak nazwę gromada Bystrzyca.
1 lipca 1968 gromadę Bystrzyca zniesiono w związku ze zmianą nazwy jednostki na gromada Wleń.